# Klätterhökar
Klätterhökar (Polyboroides) är litet ett släkte i familjen hökar med bara två arter som förekommer i Afrika söder om Sahara samt på Madagaskar:
- Madagaskarklätterhök (P. radiatus)
- Afrikansk klätterhök (P. typus)